# Débâcle
Pour les articles homonymes, voir débâcle (homonymie).

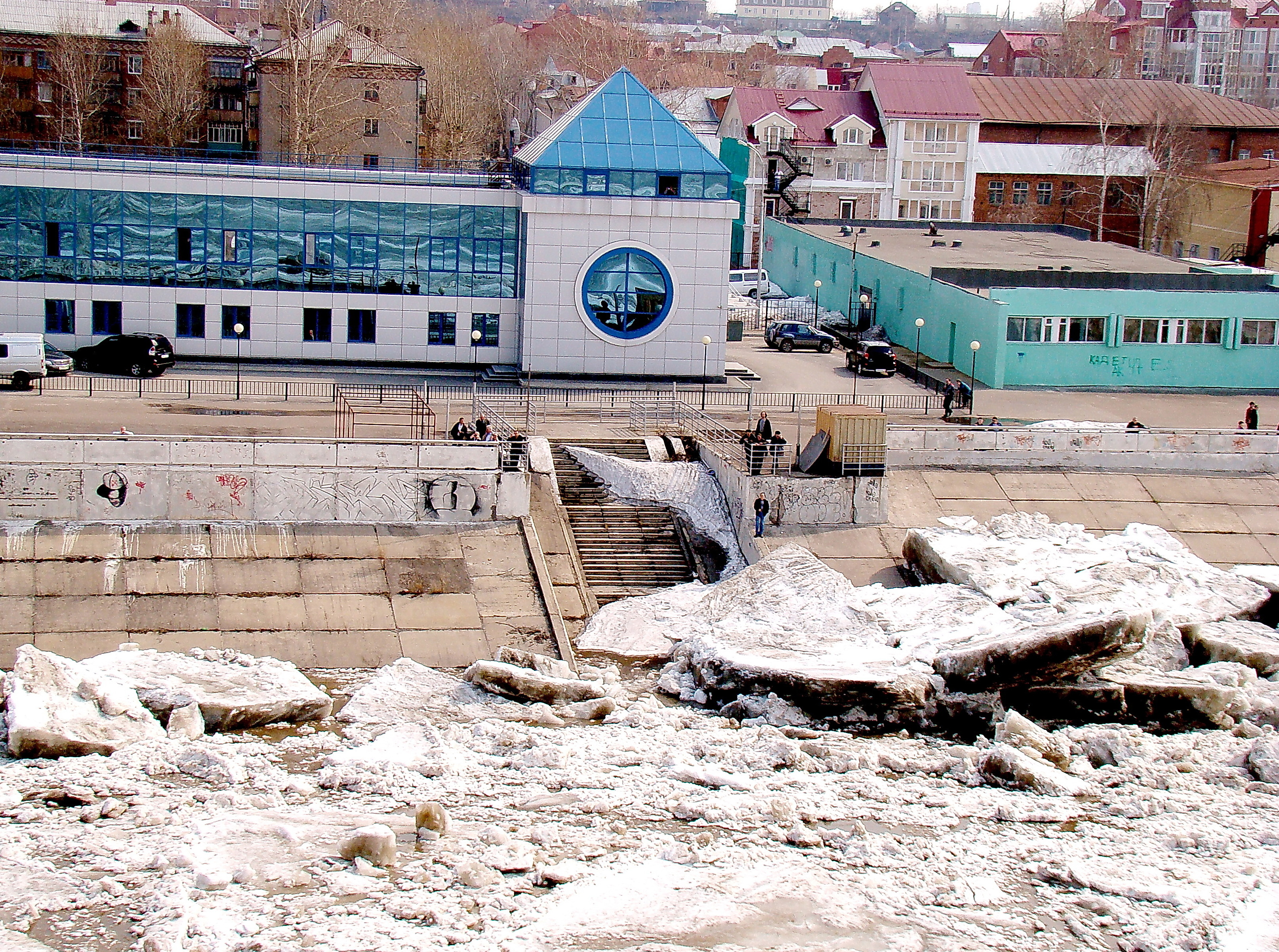
Plaques de glace emportées par le courant lors de la débâcle (Tomsk, printemps 2010).

Dans un fleuve, une rivière ou en mer, la débâcle est un phénomène météorologique de rupture brusque de la couverture de glace, suivie de son départ massif en blocs et précédant leur fonte. L'effet inverse est la prise de la glace, ou embâcle, au début de la saison froide. Des amoncèlements de glaçons formant un barrage naturel peuvent se produire lors de la débâcle, c'est ce qui se nomme un embâcle de glace.
Par extension, le terme peut être appliqué à la fonte rapide des glaciers après une ère glaciaire.

## Conditions favorables

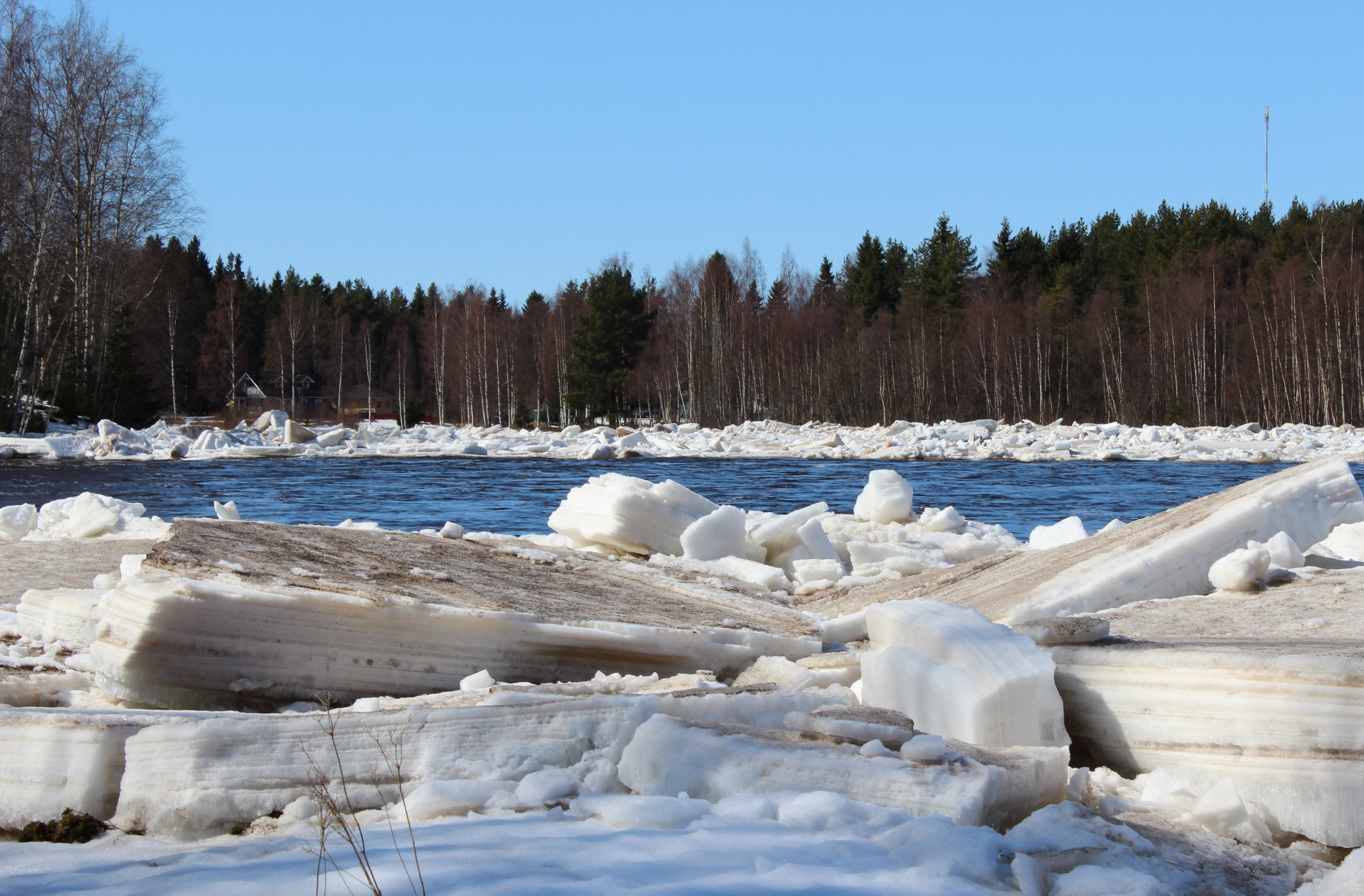
Embâcle en Finlande (printemps 2012).

La débâcle se produit dans les régions nordiques où la température descend pour de longues périodes sous le point de congélation en hiver, ce qui produit une épaisse couche de glace sur les cours d'eau et la mer. Au printemps, la température remonte au-dessus de zéro degré Celsius, ce qui amorce la fonte de la couche supérieure. La décroissance, la fracture, le transport et le dégagement éventuel de la glace dans une rivière, sont les principaux processus qui surviennent ensuite. 
Ainsi, à mesure que la température s'adoucit et reste au-dessus du point de congélation, même la nuit, des fractures se créent dans le couvert de glace, qui se brise en morceaux. Lorsqu'il est assez morcelé, le courant peut alors emporter les glaçons. La débâcle cause souvent de graves embâcles susceptibles de causer beaucoup de dommages.

## Autres significations
Par analogie, la débâcle désigne dans le langage courant, une déroute complète, par exemple, celle d'une armée face à une autre (ainsi, pour l'armée française durant l'exode de 1940 en France), ou une nette défaite lors d'une rencontre sportive.
Les termes embâcle et débâcle sont parfois également utilisés pour désigner plus généralement l'encombrement d'un cours d'eau par des obstacles divers et la relâche de cet encombrement. Cela peut notamment désigner les déchets végétaux (branches, etc) et la terre qui s'accumulent dans un torrent lors d'un orage, puis cèdent sous la pression de l'eau (embâcle naturel).
Le terme a été popularisé par le roman d'Émile Zola, la Débâcle, paru en 1892.